# Mohamed Belbahri
Mohamed Belbahri est un footballeur international algérien né le 7 mars 1953 à Béchar. Il évoluait au poste d'avant centre.

## Biographie
Mohamed Belbahri reçoit huit sélections en équipe d'Algérie entre 1973 et 1976, inscrivant deux buts. Il joue son premier match en équipe nationale le 13 août 1973, en amical contre les Émirats arabes unis (victoire 2-0). Il joue son dernier match le 24 février 1976, en amical contre la Yougoslavie (défaite 1-2).
En club, il évolue principalement avec la JS Saoura, le MC Saïda, et le CR Belouizdad. Il remporte une Coupe d'Algérie avec l'équipe de Belouizdad.

## Palmarès
- Vice-champion d'Algérie en 1977 avec le CR Belouizdad
- Vainqueur de la Coupe d'Algérie en 1978 avec le CR Belouizdad